# Vladimir Zotov
Vladimir Rafaïlovitch Zotov (Влади́мир Рафаи́лович Зо́тов), né le 22 juin 1821 à Saint-Pétersbourg où il est mort le 6 février 1896, est un écrivain et journaliste russe.

## Biographie
Vladimir Zotov est le fils du dramaturge et critique de théâtre Rafaïl Mikhaïlovitch Zotov (1791-1875).
Il étudie au lycée de Tsarskoïe Selo, jusqu'en 1841. Il est fonctionnaire jusqu'en 1861, après quoi il se consacre à la littérature, en tant que poète, dramaturge, romancier, critique littéraire, feuilletonniste et rédacteur de différentes revues. Il publie en étant lycéen des vers dans la revue Le Phare et à L'Abeille du nord et une brochure de poésies en 1841 intitulée Deux colonnes. Son premier drame en vers Sviatoslav est monté sur la scène impériale en 1842. En tout, Zotov publie 41 pièces de théâtre en vers ou en prose, dont 27 sont jouées sur la scène russe, et dont les plus connues sont La Vie de Molière (1843), La Fille de Charles le Téméraire (1843), Le Fils des steppes (1844), Les Novgorodiens (1844), La Peste à Milan (1844) et Racine (1851).
Avec le comte Sollogoub, Zotov écrit le livret de La Bataille de Koulikovo de Rubinstein. En 1856, le prologue dramatique de son Trente août 1856 reçoit un prix pour le centenaire du théâtre russe.
Zotov est également l'auteur de nombreux romans et nouvelles, publiés dans Répertoire (1842 et 1843) La Gazette littéraire, Les Annales de la Patrie (La Voltigeuse en 1849, La Vieille Maison en 1850 et 1851, La Doctoresse en 1865), etc. En 1843, il écrit pour La Chronique théâtrale et en 1847 La Gazette littéraire, et à partir de 1850 jusqu'en 1856 il prend part à l'édition du Panthéon. Il travaille en même temps pour Les Annales de la Patrie, Les Nouvelles de Saint-Pétersbourg et à la rédaction d'Andreï Kraïevsky où il publie des articles sur l'histoire de la littérature et sur le journalisme (1855-1857).
Dans Les Annales de la Patrie de Startchevski, Zotov publie nombres d'articles de critique et d'articles sur la politique, ainsi que Les Lettres de l'étranger (1857). À partir de 1858, il édite et participe à la rédaction du journal L'Illustration et après 1862 au journal La Feuille illustrée. Il fusionne ces deux journaux en 1863 pour en faire La Gazette illustrée. Il écrit aussi pour La Semaine illustrée, Le Messager illustré et L'Aurore boréale pour lequel il tient seul la rubrique de la littérature russe et d'autres. Il devient en 1873 secrétaire de rédaction de La Voix.
Plus tard, Vladimir Zotov est collaborateur permanent du Messager historique et de L'Observateur. D'une culture encyclopédique, Zotov travaille pour des éditions lexicographiques. En 1861-1864, il est le bras droit du rédacteur-en-chef du Dictionnaire encyclopédique, et produit presque seul le tome III du Dictionnaire de bureau. Il écrit aussi nombre d'articles et toute la lettre L pour le Dictionnaire de Bérézine, jusqu'au mot Lithuanie (Литва).
Son Histoire de a littérature mondiale (1876-1882) fait autorité à l'époque. Les Mémoires de Zotov publiées dans Le Messager historique (1890, n° 1 à 6) sont intitulées Saint-Pétersbourg dans les années 1840. L'essai de Choubinski sur l'œuvre littéraire de Zotov des années 1850 est publié dans cette même revue (n° 11). Il a notamment adapté La Fille du roi René, pour la création de l'opéra de Tchaïkovski, Iolanta.
Il meurt le 6 février 1896 et il est enterré au cimetière de l'Assomption de Saint-Pétersbourg.

## Quelques publications
- Cagliostro, sa vie et son séjour en Russie // Русская старина, 1875, tome 12, n° 1, pp. 50-83.
- Lev Alexandrovitch Mey et sa signification dans la littérature russe: (essai critico-biographique): avec 2 portraits, autographe et bibliographie de Mey par P.V. Bykov / V.R. Zotov, Saint-Pétersbourg, N.G. Martynov, 1887.
- Censeur libéral et professeur pessimiste. (essai biographique) // Le Messager historique (Исторический вестник), 1893, tome 54, n° 10, pp. 194-210.
- Mémoires de ce qui a disparu // Исторический вестник, 1892, tome 48, n° 4, pp. 245-262.
- Nadejda Dmitrievna Khvochtchinskaïa. ( d'après les souvenirs d'un vieux journaliste) // Исторический вестник, 1889, tome 38, n° 10, pp. 93-108.
- Le nestor du journalisme russe // Исторический вестник, 1889, tome 38, n° 11, pp. 356-374.
- La vie mondaine en Angleterre dans la première décennie du XIXe siècle // Исторический вестник, 1889, tome 35, n° 3, pp. 723—747.; Ibid., tome 36, n° 4, pp. 190-210; n° 5, p. 399-418.
- Saint-Pétersbourg dans les années 1840. (extraits de notes autobiographiques) // Исторический вестник, 1890, tome 39, n° 1, pp. 29-53.; Ibid., n° 2, pp. 324-343; Ibid., n° 3, pp. 553-572; Ibid., tome 40, n° 4, pp. 93-115; Ibid., n° 5, pp. 290-319; Ibid., n° 6, pp. 535-559.
- Délits d'impression // Исторический вестник, 1893, tome 51, n° 3, pp. 829-835.
- Récits d'étrangers sur la Russie du XVIIIe siècle. Le chevalier d'Éon et son séjour à Saint-Pétersbourg // Русская старина, 1874, tome 10, n° 8, pp. 743—771; tome 11, n° 12, pp. 740-745.